# Magiczna zima Muminków
Magiczna zima Muminków (fiń. Muumien joulu) – polsko-fiński film animowany z 2017 roku w reżyserii Jakuba Wrońskiego i Iry Carpelan, powstały na podstawie powieści z 1957 roku Zima Muminków autorstwa fińskiej pisarki Tove Jansson. Przy tworzeniu filmu wykorzystano animację z serialu Opowiadania Muminków zrealizowanego w Studio Małych Form Filmowych Se-ma-for.
Premiera filmu odbyła się 1 grudnia 2017 w Finlandii. Trzy tygodnie później, 22 grudnia, obraz trafił do kin na terenie Polski.

## Fabuła
W Dolinie Muminków zbliża się zima. Z drzew spadają ostatnie liście, a dni stają się coraz krótsze. Muminek nie może zasnąć i zastanawia się, jak wygląda Dolina Muminków, podczas gdy jego rodzina jest pogrążona w drzemce. Wchodzi więc na poddasze, wychyla się i wypada przez okno. A kiedy wygrzebuje się z zaspy, rusza w drogę, aby odkryć tajemniczy, zimowy świat. Podczas wyprawy główny bohater nauczy się wiele o zimowej Dolinie Muminków i z największą niecierpliwością będzie czekał na tajemniczego gościa, Gwiazdkę, która już niedługo odwiedzi Dom Muminków.

## Obsada
| Rola | Aktor          | Polski dubbing    |
| --- | -------------- | ----------------- |
| Muminek | Akira Takaki   | Maciej Musiał     |
| Tatuś Muminka | Oiva Lohtander | Jacek Król        |
| Mamusia Muminka | Maria Sid      | Natalia Kukulska  |
| Mała Mi | Diandra Flores | Marta Dylewska    |
| Narrator | Vesa Vierikko  | Piotr Fronczewski |
| W pozostałych rolach: Maciej Stuhr (Paszczak), Paweł Ciołkosz (Włóczykij), Brygida Turowska (Too-Tiki), Monika Wierzbicka (Filifionka), Grzegorz Drojewski (Piesek Ynk), Beata Wyrąbkiewicz (Wiewiórka), Jan Kulczycki (Listonosz), Elżbieta Kopocińska (Leśne stworzonko), Anna Apostolakis-Gluzińska, Tomasz Borkowski, Marta Dobecka Reżyseria dialogów: Bartosz Wierzbięta Dźwięk i montaż dialogów: Michał Skarżyński Kierownictwo produkcji dialogów: Zuzanna Brylska Opracowanie wersji polskiej: Start International Polska |                |                   |